# JK Tallinna Sadam
Jalgpalliklubi Tallinna Sadam ist ein ehemaliger estnischer Fußballverein aus Tallinn.

## Geschichte
Der JK Tallinna Sadam wurde 1991 gegründet. Die Mannschaft schaffte innerhalb kürzester Zeit den Durchmarsch in die erstklassige Meistriliiga, der der Klub zwischen 1993 und 1998 angehörte. Größte Erfolge waren die Siege im Eesti Karikas, dem estnischen Pokalwettbewerb, 1996 und 1997. 1997 wurde zudem der estnische Supercup gewonnen. 1998 fusionierte der Klub mit FC Levadia Maardu zu Levadia Tallinn und hörte auf zu existieren. 

## Bekannte Spieler
- Urmas Hepner
- Andrei Krõlov
- Konstantin Nahk
- Indro Olumets
- Sergei Pareiko
- Mark Švets
- Sergei Terehhov
- Dmitri Ustritski

## Europapokalbilanz
| Saison  | Wettbewerb                  | Runde                  | Gegner             | Gesamt    | Hin     | Rück    |
| ------- | --------------------------- | ---------------------- | ------------------ | --------- | ------- | ------- |
| 1996/97 | Europapokal der Pokalsieger | Qualifikation          | Nywa Winnyzja      | (a)2:2(a) | 2:1 (H) | 0:1 (A) |
| 1997/98 | Europapokal der Pokalsieger | Qualifikation          | Belschyna Babrujsk | 2:5       | 1:1 (H) | 1:4 (A) |
| 1998/99 | UEFA-Pokal                  | 1. Qualifikationsrunde | Polonia Warschau   | 1:5       | 0:2 (H) | 1:3 (A) |

Gesamtbilanz: 6 Spiele, 1 Sieg, 1 Unentschieden, 4 Niederlagen, 5:12 Tore (Tordifferenz −7)